# أوسكار فاغنر
أوسكار فاغنر (بالألمانية: Oskar Wagner)‏ هو ملحن نمساوي، ولد في 19 يناير 1901 في فيينا في النمسا، وتوفي في 8 سبتمبر 1972.

## وصلات خارجية
- أوسكار فاغنر على موقع IMDb (الإنجليزية)